# Современная немецкая социология
Современная немецкая социология, по мнению ряда ученых, охватывает период времени с 1945 года по начало XXI века. Современная немецкая социология является очень разнообразной, в ней трудно выделить единую доминирующую теорию. Многообразие подходов связано с тем, что немецкая социология ориентируется не столько на создание всеобъемлющей теории, объясняющей мировые процессы, сколько на разработку подходов к решению конкретных социальных проблем.

### Структура современной немецкой социологии
Информационный центр по социальным наукам (soFid), дважды в год публикующий информацию об изданных публикациях и проведенных исследованиях, выделяет в немецкой социологии 26 основных тем, каждой из которой посвящается отдельное издание:  
1. Социология города[3];
2. Социология иммиграции и этнических меньшинств[4];
3. Социология социальной политики;
4. Методы и инструменты в социальных науках;
5. Общая социология;
6. Изменения в новых федеральных землях[5];
7. Промышленная социология;
8. Социальная психология;
9. Социально-экономические проблемы народонаселения[4];
10. Социология социальных трансформаций[5];
11. Социология Восточной Европы[5];
12. Социология гендерных отношений;
13. Социология здоровья[6];
14. Социология культуры и искусства;
15. Социология международных отношений и конфликтов;
16. Социология молодёжи[4];
17. Социология науки и техники;
18. Социология образования[7];
19. Социология организации и управления;
20. Социология политики[8];
21. Социология права и преступности[9];
22. Социология профессии;
23. Социология свободного времени, спорта и туризма;
24. Социология семьи[10];
25. Социология СМИ и массовых коммуникаций;
26. Социология экологии.

В Германии имеет место не только эмпирический анализ социальных процессов, но и попытки научного обобщения накопленных данных. С начала 1980-х годов в немецкой социологии сформировался ряд новых теоретических концепций, определяющих собой основное содержание национальной социологии Германии:
- концепция «общества риска» — У. Бек (U. Beck), Й. Беккерт (J. Beckert), В. Штик (W. Stick), К. Дойчман (K. Deutschmann);
- феминистские теории — Р. Гильдемайстер (R. Gildemeister), А. Веттерер (A. Wetterer), Р. Беккер-Шмидт (R. Becker-Schmidt), Г.-А. Кнапп (G.-A. Knapp);
- неопрагматизм — Х. Йоас (H. Joas), Й. Беккерт (J. Beckert);
- подходы, связанные с различной интерпретацией развития общества модернити — П. Вагнер (P. Wagner), В. Шпон (W. Spohn), В. Кнёбель (W. Knöbl);
- развитие идей Н. Лумана (N. Luhmann) — Р. Штихве (R. Stichweh), Х. Вильке (H. Wilke), Ф. Шарпф (F. Scharpf), Р. Майнц (R. Mainz);
- продолжение синтезирующего проекта Ю. Хабермаса (J. Habermas) — А. Хоннет (A. Honneth);
- неопарсонианские теории — Р. Гратхоф (R. Grathof), Р. Мюнх (R. Munch), Х. Вензель (H. Wensel);
- неовеберианские теории — В. Штрик (W. Strick), Т. Швинн (T. Schwinn), Т. Шмидт (T. Schmidt).

### Особенности современной немецкой социологии
Специфика современной немецкой социологии проявляет себя в трех обстоятельствах.
Во-первых, она отличается обилием эмпирических исследований. Именно на эмпирической базе основывается большинство теоретических построений и способов решения актуальных социальных проблем немецкого общества. Исследования выполняются на трех различных уровнях — на общеевропейском, федеральном и на местном. Последний, местный уровень, подразумевает региональный, локальный и коммунальный уровни. Поэтому большинство исследований носит междисциплинарный характер. Данные, полученные в результате исследований, направляются в центральный архив, расположенный в городе Бонн.
Во-вторых, внимание немецких ученых сосредоточено на теориях среднего уровня. Индикатором высокой культуры исследования является наличие в каждой из отраслевых социологий Германии подробно разработанного специфического понятийного и терминологического аппарата. Немецкие ученые, таким образом, активно используют не только англоязычную, но и свою собственную терминологическую систему. По мнению молодого поколения немецких социологов, «современная немецкая социология не является наукой о литературе, которая интерпретирует и выделяет выдающиеся тексты. Следовательно, классические социологические теории не являются музейным экспонатом. Классические теории могут быть сегодня только источником теоретических концептов и моделей, с помощью которых разрабатываются и объясняются поставленные обществом проблемы. Неприкасаемых классиков не существует, любой из них может быть беспрепятственно и критически разобран в поисках необходимого инструментария. В социологической повседневности у классиков нет никаких прав на то, что их трудам будет оказано какое-то особое уважение. Для этого существует история социологии, которая не является центром специальности, но неизбежным советчиком в часы раздумий».
В-третьих, результаты научных изысканий немецких социологов включены в контекст реального социального управления страной. В программных документах ведущие политики Германии не только ссылаются на данные исследований, проведенных в различных частях страны и анализирующих сложности, возникающие в немецком обществе на национальном, земельном, муниципальном и коммунальном уровнях, но и используют социологическую терминологию. Именно на эмпирическом уровне выявляются стратегические, тактические и концептуальные управленческие ошибки, допущенные руководством Германии.

### Немецкая социология после объединения Германии
Развитие немецкой социологической мысли после объединения Германии имеет ряд особенностей и происходило в два этапа.
К особенностям, по оценкам немецких социологов, можно отнести тот факт, что с самого начала процесс объединения Германии и модернизации восточных земель осуществлялся под контролем не только политиков, но и представителей социальных наук. В частности, была создана комиссия по исследованию социальных и политических изменений в новых федеральных землях (KSPW — Kommission zur Erforschung des sozialen und politischen Wandels in den neuen Bundesländern), работавшая более пяти лет и наблюдавшая и управлявшая процессом многообразных изменений. Происходил постоянный мониторинг происходящего в сфере культуры, изменения ценностных ориентаций и социальных установок людей. В результате кропотливой работы этой комиссии было подготовлено 7000 страниц аналитических материалов. Профессора Э. Панкоке и О. Хаберль особо подчеркивали, что в эту комиссию входили представители социальных наук не только из Западной, но и из Восточной Германии. Это были социологи, получившие образование в ГДР и работавшие в восточногерманских академических учреждениях и университетах.
Однако на первом этапе (с 1989 по 2000 гг.) представители западной науки, считавшие себя более опытными, пытались подавлять своих коллег из Восточной Германии, что приводило асимметрии, в результате которой процесс управления трансформацией шел преимущественно в направлении вестернизации. Восточногерманский опыт социального развития игнорировался.
Позднее, на втором этапе (с 2000 гг.) пришло осознание того, что у восточных немцев также есть свои ценности и ожидания, а социальные институты и традиции восточной части страны имели немало позитивного, причем не только для опыта Восточной Германии, но и для западных земель. Поэтому на втором этапе развития социологии объединенной Германии в ситуации двойного перелома (объединения Германии, с одной стороны, и изменения социально-экономической модели в эпоху глобализации, с другой стороны) происходит ревизия концепции социального государства Западной Германии и переоценка опыта ГДР в таких сферах, как обеспечение гендерного равенства путём создания детских и дошкольных учреждений полного дня, выплаты детских пособий, доступа детей различного социального происхождения к качественному образованию, организации эффективной системы национального здравоохранения, организации городского пространства без ярко выраженной социальной и национальной сегрегации.
Таким образом, к основным направлениям исследований немецких социологов по новым федеральным землям в настоящее время относятся:
- особенности процессов трансформации в Восточной Германии;
- экономические перспективы новых федеральных земель;
- проблема сохранения и приумножения населения новых федеральных земель;
- особенности изменения градостроительной политики и организации городского пространства в новых федеральных землях;
- политические изменения в новых федеральных землях.

После объединения Германии немецкая социология получила новый импульс своего развития, причина которого в том, что для решения реальных социальных проблем активно привлекаются академические исследования.